# Pepi Gramshammer
Josef „Pepi“ Gramshammer (* 6. August 1932 in Kufstein; † 17. August 2019 in Vail, Colorado) war ein österreichischer Skifahrer und Unternehmer, der seit 1960 in den USA lebte. Als Skirennläufer erreichte er ab 1956 zahlreiche Siege und Podestplätze in internationalen Rennen. In den USA arbeitete er unter anderem als Skilehrer und baute in Vail ein Hotel auf.

## Biografie
Gramshammer begann im Alter von zehn Jahren mit dem Skilauf und ging als 17-Jähriger nach Innsbruck, wo er sich der Innsbrucker Skiläufer Vereinigung anschloss, um so bessere Trainingsmöglichkeiten zu erhalten. Der gelernte Käser arbeitete zunächst als Skilehrer in Igls, erreichte 1953 als Zweiter eines Riesenslaloms in Innsbruck seinen ersten Podestplatz in einem FIS-Rennen und wurde 1955 in die österreichische Nationalmannschaft aufgenommen. Im selben Jahr absolvierte er die Ausbildung zum staatlich geprüften Skilehrer. In den nächsten Jahren arbeitete er während der Sommermonate als Skilehrer am Stilfser Joch, 1957 auch einen Sommer in Australien.
Den ersten Sieg feierte Gramshammer 1956 in einem Riesenslalom in Obergurgl; 1957 erreichte er neben zahlreichen Podestplätzen einen Sieg im Abfahrtslauf in Cervinia. Auch 1958 konnte sich Gramshammer oftmals unter den besten drei platzieren und zwei Riesenslaloms in Obergurgl und Maurienne gewinnen. Für eine Teilnahme an den Weltmeisterschaften 1958 in Bad Gastein reichten diese Ergebnisse, die er meist bei schwächer besetzten FIS-B-Rennen erzielte, allerdings nicht. Im Winter 1959 gewann Gramshammer eine Abfahrt in Chamonix, wo er auch Zweiter in der Kombination wurde. Daneben erreichte er unter anderem einen dritten Platz in der Kombination der Arlberg-Kandahar-Rennen in Garmisch-Partenkirchen. Die besten Ergebnisse des Winters 1960 gelangen ihm erst gegen Saisonende, unter anderem mit Siegen in Riesenslalom und Kombination der 3-Tre-Rennen in Madonna di Campiglio, weshalb ihm zuvor die Qualifikation für die Olympischen Winterspiele 1960 in Squaw Valley nicht gelungen war.
Nach der Saison 1960 ging Gramshammer aufgrund der nicht erfolgreichen Qualifikation für die Olympischen Winterspiele als Skilehrer nach Sun Valley in den USA, wo der gebürtige Kitzbüheler Sigi Engl zu dieser Zeit Skischuldirektor war. In den USA schloss er sich der finanziell lukrativen Profitour an und feierte noch mehrere Siege. 1962 erhielt er das Angebot, als Repräsentant für den damals neu entstehenden Wintersportort Vail in Colorado aufzutreten. Gramshammer ließ sich dort nieder und eröffnete im Dezember 1964 mit seiner Frau Sheika den nach europäischem Vorbild erbauten Hotel-Gasthof Gramshammer. Zu seinen Gästen im Hotel sowie zu seinen Skischülern in Vail zählten eine Reihe prominenter Persönlichkeiten, darunter der frühere US-Präsident Gerald Ford, bei dessen Begräbnis im Jänner 2007 Gramshammer einer der Sargträger war.
Zusammen mit den ebenfalls aus Österreich stammenden Erich Sailer und Andreas Molterer gründete Gramshammer im Sommer 1966 das Red Lodge International Summer Ski Racing Camp bei Red Lodge, Montana, wo bis heute amerikanische Jugendliche im alpinen Skirennsport unterrichtet werden. Er hielt auch Trainingsprogramme für Erwachsene ab, die sogenannten „Wedel Weeks“, und unterstützte Skiprogramme für Blinde und Behinderte finanziell. Er engagierte sich auch in der Vail Valley Foundation, die die alpinen Weltcuprennen in Vail veranstaltete und für die alpinen Skiweltmeisterschaften, welche 1989, 1999 und 2015 in Vail stattfanden, verantwortlich zeichnete. Bei der ersten WM in Vail 1989 war Gramshammer Mitglied des Exekutiv- und Organisationskomitees.

## Erfolge

### Siege in FIS-Rennen
- Riesenslalom in Obergurgl 1956
- Abfahrt in Cervinia 1957
- Riesenslalom in Maurienne 1958
- Riesenslalom in Obergurgl 1958
- Abfahrt in Chamonix 1959
- Riesenslalom und Kombination in Madonna di Campiglio 1960
- Riesenslalom in Seefeld 1960
- Riesenslalom am Krippenstein 1960
- Slalom und Kombination in Sestriere 1960